# Banksia verticillata
Banksia verticillata là một loài thực vật có hoa trong họ Quắn hoa. Loài này được R. Br. miêu tả khoa học đầu tiên năm 1810.
Đây là loài bản địa phía tây nam của Tây Úc, thân cao lên tới 3 m. Loài cây này có thể phát triển cao đến 5 m tại các khu vực có tán cây che, và nhỏ hơn nhiều ở những vùng rừng mỏ nhiều hơn. Loài này có lá màu xanh lá cây ellip và lá lớn, chùm hoa hoặc gai hoa màu vàng kim sáng, xuất hiện trong mùa hè và mùa thu. Phylidonyris novaehollandiae là loài thụ phấn nổi bật nhất cho loài cây này, mặc dù một số loài khác của loài ăn mật, cũng như con ong, cũng lấy mật hoa loài này.